# Виноградов Дмитро Іванович
Виноградов Дмитро Іванович (рос. Виноградов Дмитрий Иванович, 1720, Суздаль — 25 серпня (5 вересня) 1758, Санкт-Петербург) — російський хімік, технолог, винахідник першої російської порцеляни в 18 столітті.

## Біографія

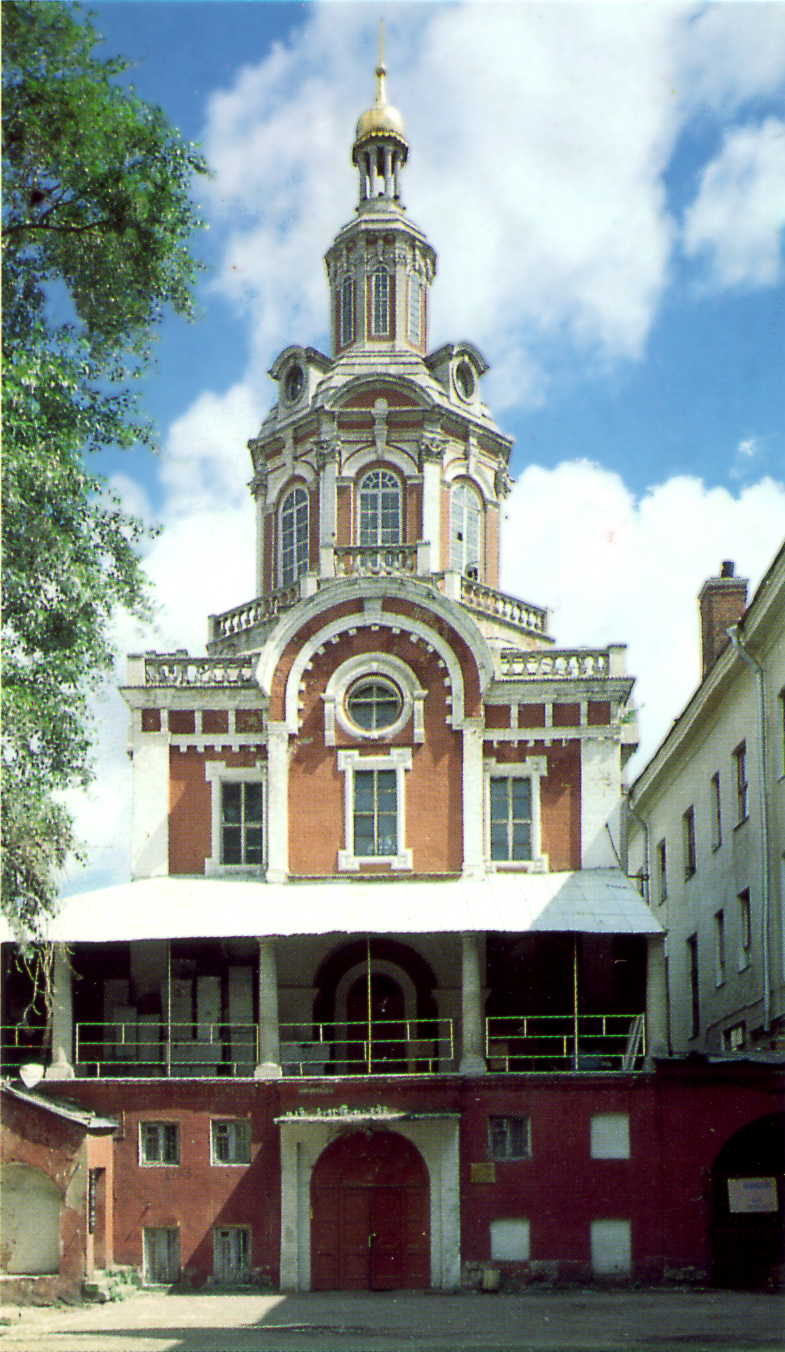
Одна з будівель колишньої Слов'яно-греко-латинської академії, Москва, 2009 рік.

Народився в містечку Суздаль. Походив із родини священика.
З дитинства мав добру пам'ять і здібності до навчання. Був відправлений у Москву на навчання до Слов'яно-греко-латинської академії. Разом з найкращими учнями Академії переведений в Петербург в столичну Де-Сьянс академію.

## Навчання в Німеччині
Від петербурзької Академії наук в Сибіру на той час працювала експедиція, що не мала хіміка. Іноземні науковці відмовлялися покидати столицю і їхати в дикий край. Тому вирішили підготувати національних хіміків з учнів академії. Обрали трьох найбільш здібних, яких направили в Німеччину. Це були:
- Густав Ульріх Райзер, син радника Берг-колегії, 17 років
- Дмитро Виноградов, попович із Суздаля, 16 років
- Михайло Ломоносов, 25 років.

Навчання почали в університеті міста Марбург у професора Христіана Вольфа в  1736 р. Вольф читав лекції німецькою, хоча в Європі мовою освіти вважали латину. Хлопці добре опанували німецьку. Пізніше Виноградов буде писати протоколи своїх досліджень німецькою. Вивчали хімію, фізику, гірничу справу, побудову шахт і ливарних металургійних печей. Виноградов продовжив навчання в місті Фрайбург, що був центром гірничого виробництва в Німеччині.

## Імператорська порцелянова мануфактура

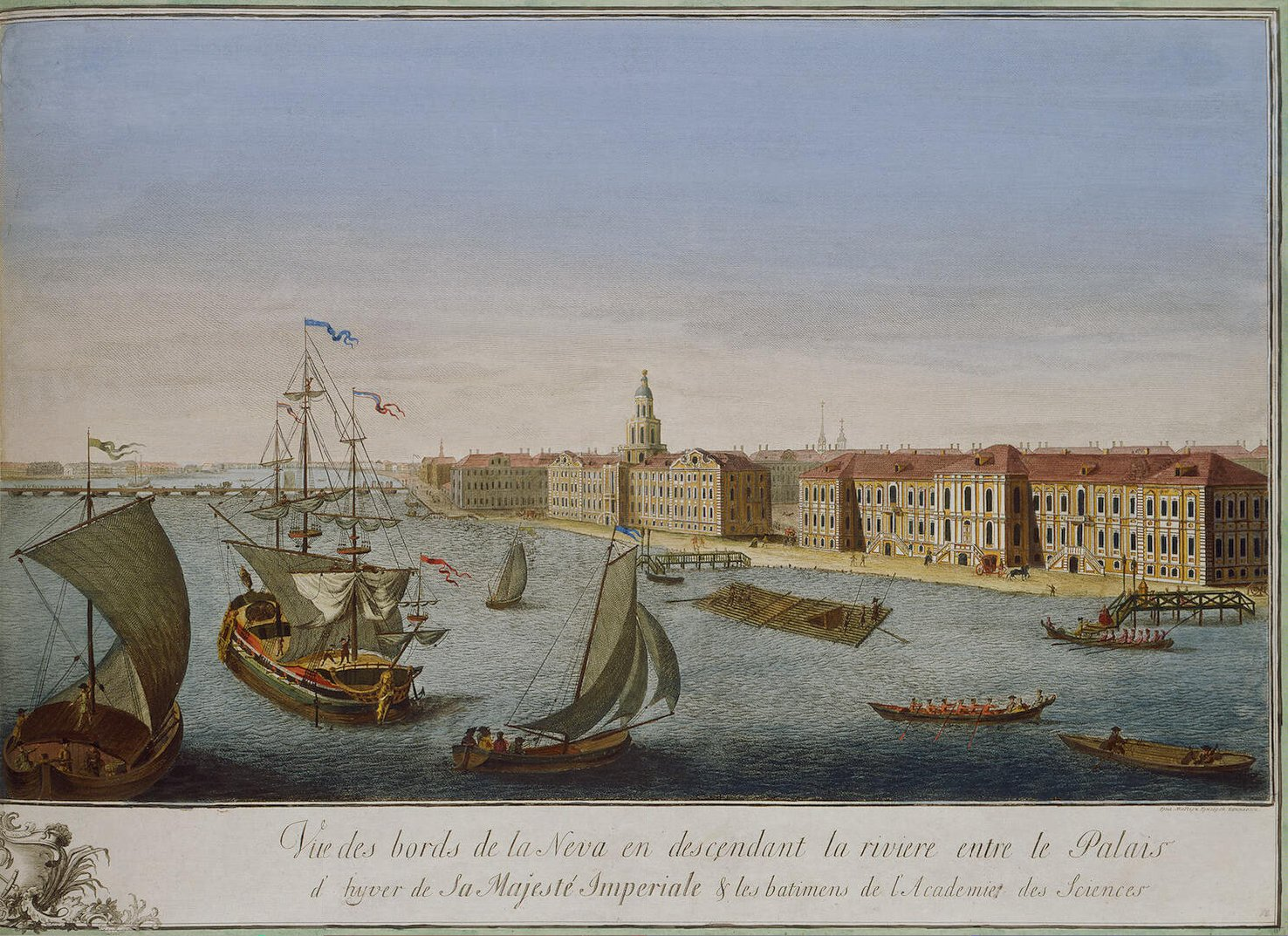
За малюнком Махаєва. Гравер Г. Качалов. Річка Нева від Зимового палацу до Академії наук в Петербурзі, 1753 рік.

У 1744 р. він повернувся в Петербург.
Виноградов повернувся в нову добу — на престолі вже була дочка Петра І — Єлизавета. Його направили в Берг (Гірничу) колегію, де отримав звання бергмейстера (гірничого інженера). Але в Сибір не поїхав, бо йому знайшли нове призначеня. Імператриця Єлизавета забажала мати порцеляну власного виробництва. Справу доручили барону Черкасову. Виноградова підпорядкували в помічники до Христофора Гунгера, що брався налагодити виробництво порцеляни в Петербурзі. Але нестача досвіду Гунгера і погані вироби викликали гнів Єлизавети, і того вигнали.
Імператорська порцелянова мануфактура фактично розпочалася з експериментів Виноградова. Він працював таємно. Протоколи вів німецькою. Приблизно через чотири роки отримав перші вдалі вироби. Окрім порцеляни Виноградов розробляв і вогнетривкі фарби для декорування.

## Депресія, пияцтво, кайдани
Успіх виробництва порцеляни нічого не змінив в напіврабському статусі Виноградова. Його утримували як напівв'язня. Він впав у депресію і почав пиячити. Вчинив невдалу спробу втекти з неволі.
Бажання зберегти таємницю власної порцеляни й страх втратити цінного ремісника спонукала царат до репресій. Виноградова закували в кайдани, які кріпили до стіни. Він повторив долю ще одного винахідника порцеляни на ім'я Беттгер Йоганн Фрідріх.

## Смерть
Виноградов помер у 1758 році на 38 році життя.
Серед паперів Виноградова віднайшли працю під довгою назвою (російською) « Обстоятельное описание чистого порцелина, как оной в России при Сант-Петербурге делается, купно с показаеием всех тому принадлежащих работ». Ймовірно, це одна з перших спроб опису технології виготовлення порцеляни в 18 столітті.

## Нове— це забуте старе
З 2005 року Ленінградський порцеляновий завод імені М. В. Ломоносова перейменовано на Імператорський порцеляновий завод.